# Arturo Acuña
Arturo Acuña (ur. 26 lutego 1881, zm. 17 września 1945) – chilijski piłkarz podczas kariery występujący na pozycji napastnika.

## Kariera klubowa
W latach 1909–1911 Arturo Acuña występował w klubie Santiago Wanderers.

## Kariera reprezentacyjna
W reprezentacji Chile Acuña występował w 1910 roku. W reprezentacji zadebiutował 27 maja 1910 w przegranym 1-3 meczu z Argentyną podczas Mistrzostw Ameryki Południowej, który wówczas nazywał się Copa Centenario Revolución de Mayo 1910. Była to pierwsza, jeszcze nieoficjalna edycja Copa América i pierwszy mecz reprezentacji Chile w historii.
Drugi i ostatni mecz w reprezentacji rozegrał dwa dni później z Urugwajem.
| Mecze i gole w reprezentacji | Mecze i gole w reprezentacji | Mecze i gole w reprezentacji | Mecze i gole w reprezentacji | Mecze i gole w reprezentacji | Mecze i gole w reprezentacji | Mecze i gole w reprezentacji |
| #                            | Data                         | Miasto                       | Przeciwnik                   | Gol                          | Wynik                        | Rozgrywki                    |
| ---------------------------- | ---------------------------- | ---------------------------- | ---------------------------- | ---------------------------- | ---------------------------- | ---------------------------- |
| 1.                           | 27.05.1910                   | Buenos Aires                 | Argentyna                    |                              | 1:3                          | Copa Centenario              |
| 2.                           | 29.05.1910                   | Buenos Aires                 | Urugwaj                      |                              | 0:3                          | Copa Centenario              |